# Sándor szerb fejedelem
Karagyorgyevics Sándor (szerbül: Александар Карађорђевић), (Topola, 1806. október 11. – Temesvár, 1885. május 3.) szerb fejedelem 1842-től 1858-ig.
Petrović Đorđe Karađorđe harmadszülőtt fiaként született. 1817-től az orosz hadseregben szolgált, majd Mihály szerb fejedelem hadsegédje lett. Amikor 1842-ben Mihályt egy felkelés száműzetésbe kényszerítette, a szerb parlament (Szkupstina) Sándort választotta Szerbia fejedelmévé. Bár az oroszok tiltakoztak a megválasztása miatt, a törökök pedig nem voltak hajlandók örökletessé nyilvánítani a címét, Sándor elfoglalta a trónt. Ugyanakkor hagyta, hogy egy befolyásos szerb szenátorokból álló csoport gyakorja az uralmat, akik megkísérelték megreformálni az oktatásügyet, a jogrendszert és az igazságszolgáltatást, ösztönözték a pénz és a hitel használatát. A reformok – és az elharapódzó korrupció – azonban heves ellenállást keltettek a parasztságban, ráadásul a megreformált államigazgatás ellátására kinevelt új értelmiség is Sándor ellen lépett fel: ők a reformok egyszerű átvétele helyett a nyugat-európai parlamentáris kormányzás meghonosítása mellett szálltak síkra.
1848-ban a fejedelem nem támogatta a magyarok ellen fellázadó szerbeket, azt azonban engedélyezte, hogy önkéntesek átléphessék a magyar határt. Később Ausztria követelésének engedve nem támogatta Oroszországot, és semleges maradt a krími háború idején is, ezzel azonban a pánszlávizmus eszméjéért lelkesedő szerb többség támogatását elveszítette. Bár 1857-ben eltávolított néhány oligarchát a hatalomból, az 1858-ban összeülő Szkupstina ragaszkodott Sándor lemondásához. A fejedelem némi vonakodás után engedett a nyomásnak, és élete hátralévő részét pesti és romániai birtokán élte le emigrációban.
Sándor 1885-ben, 78 évesen hunyt el. Fia, I. Péter szerb király később (1901) Szerbia királya lett.